# Ледена потапница
Ледената потапница (Clangula hyemalis) е сравнително дребна птица от семейство Патицови (Anatidae), разред Гъскоподобни (Anseriformes). Тежи между 0,5 и 1,1 кг, дължина на тялото 38-60 cm, размах на крилете 75 cm. Има полов диморфизъм, сезонен и възрастов диморфизъм. Плува и се гмурка много добре. Гмурка се, често и от полет.
Лети ниско над водата. Крилното огледало е трудно забележимо. При мъжкия главата и шията са черни. Главата отстрани е сива. Гърбът и крилата са кафеникави с черни щрихи. Отдолу е белезникава. Опашката е дълга. През зимата мъжкия е почти изцяло бял само гушата, опашката, малка част от крилата и едно петно зад окото са черни.

## Разпространение
Разпространена е в Европа (включително България), Азия и Северна Америка. Обитава най-често планински езера и реки. Среща се поединично, на двойки или в самостоятелни малки ята по морски крайбрежия.

## Начин на живот и хранене
Храни се предимно с животинска храна, дребни безгръбначни. Когато се храни се гмурка на значителна дълбочина, има сведения, че може да достигне до 60 m.

## Размножаване
Гнезди в близост до вода в обрасли с растителност участъци. Снася 5-12 зеленикавиили кремави яйца, с размери 54 х 38 mm и маса около 43 гр. Мъти само женската в продължение на 24-29 дни. Малките се излюпват достатъчно развити за да могат да се придвижват и хранят сами. Годишно отглежда едно люпило.

## Допълнителни сведения
Защитен вид на територията на България.